# Like a Rolling Stone
«Like a Rolling Stone» (укр. Як перекотиполе)  — це пісня написана у 1965 році американським автором та виконавцем пісень Бобом Діланом. Цей конфронтаційний текст брав початок в тривалому вірші, написаному Діланом у червні 1965 року, коли він повернувся виснаженим з турне. Ділан переробив цей проект у чотири вірші та хор. "Like a Rolling Stone" було записано через кілька тижнів в рамках сеансів для майбутнього альбому Highway 61 Revisited.
Під час складної дводенної попередньої постановки Ділан намагався знайти суть пісні, яка була безуспішно зреалізована в розмірі 3/4. Прорив було зроблено, коли її спробували у форматі рок музики, а сесійний музикант Ел Купер зімпровізував органний риф, завдяки якому трек є відомий. Проте Columbia Records не була задоволена як довжиною пісні, так і її важким електричним звучанням, і вагалися щодо її випуску. Лише через місяць, коли стався її "витік" до нового популярного музичного клубу, де її почули впливові ді-джеї, пісня була випущена як сингл. Хоча радіостанції відмовлялись ставити в ефір таку довгу композицію, «Like a Rolling Stone» досягла 2 позиції у чартах Billboard та здобула світову популярність.
Критики описували трек як революційний у своєму поєднанні різних музичних елементів, молодий, цинічний звук голосу Ділана та безпосередність питання "How does it feel?" "Like a Rolling Stone" завершила перетворення образу Ділана від народного співака до рок зірки і вважається однією з найвпливовіших композицій у повоєнній популярній музиці. Згідно з оглядовим агрегатором  "Acclaimed Music", "Like the Rolling Stone" є найвідомішою композицією всіх часів. Журнал "Rolling Stone" помістив цю пісню на перше місце у «Список 500 найкращих пісень усіх часів». Пісня була переспівана численними артистами, від The Jimi Hendrix Experience та The Rolling Stones до Bob Marley & The Wailers і Green Day. На аукціоні в 2014 році, рукописні тексти пісні Ділана були продані за 2 мільйони доларів США, світовий рекорд для популярних музичних рукописів.

## Написання тексту та запис
Навесні 1965 року, після повернення з турне по Англії, задокументованим у фільмі "Don't Look Back" Ділан не був задоволений очікуванням громадськості про нього, а також напрямком його кар'єри, і серйозно роздумував над тим, щоб покинути музичний бізнес. В інтерв'ю Playboy 1966 він розповів про своє невдоволення :"Минулої весни я збирався піти з музики. Я був дуже виснажений, і все, що відбувалося було дуже затяжною ситуацією... Але "Like a Rolling Stone" змінила все. Я маю на увазі що це було те, що я міг зрозуміти сам. Це дуже втомлює коли інші люди кажуть вам, як вони вас розуміють, якщо ви не розумієте себе сам.
Пісня виросла з розширеного вірша. У 1966 році Ділан описав її походження журналісту Жулю Зігелю:
Текст був на десять сторінок. Він ніяк не називався, лише ритм на папері, все про мою стійку ненависть, спрямовану в якусь точку, що було чесним. Урешті-решт, це була не ненависть, воно розповідала комусь те, чого вони не знали, сказавши, що їм пощастило. Помста це краще слово. Я ніколи не думав про це як про пісню, до одного дня, коли я опинився на фортепіано і співав "How does it feel?" в повільному темпі, при максимально повільному русі.
Протягом 1965 року Ділан писав прозу, вірші та пісні безперервно. Відеоматеріали в Don't Look Back of Dylan у його номері в лондонському готелі Savoy фіксують цей процес. Тим не менш, Ділан розповів двом журналістам, що "Like Rolling Stone "починався як довгий шматок "блювоти", який згодом придбав музичну форму. Ділан ніколи публічно не говорив про написання будь-якої іншої великої композиції таким чином. В інтерв'ю радіо CBC в Монреалі Ділан назвав створення пісні "проривом", пояснивши, що це змінило сприйняття того, куди він прямує в його кар'єрі. Він сказав, що знайшов себе пишучи "цей довгий шматок блювоти на 20 сторінок, і з нього я взяв"Like a Rolling Stone" і зробив його як сингл. І я ніколи не писав щось подібне раніше, і це раптом прийшло до мене, це те, що я повинен робити... Після її написання я не був зацікавлений в написанні новел чи п'єс. Я просто мав занадто багато,я хочу писати пісні".
З розширеної версії на папері Ділан створив чотири вірші та хор у Вудстоку, штат Нью-Йорк. У 2014 році, коли рукописні тексти були виставлені на аукціон,чотиристоровий рукопис показав, що повний приспів хору не з'являється до четвертої сторінки. Відхилений третій рядок "like a dog without a bone" поступається місцем "now you're unknown". Раніше Ділан розглянув роботу над назвою Аль Капоне в схемі рими, і він намагався побудувати схему риму для "how does it feel?", записуючи "it feels real", "does it feel real", "shut up and deal", "get down and kneel" і "raw deal". Пісня була написана для піаніно в "ля-бемоль", а на студії звукозапису була змінена в "до" для гітари.
Для запису Ділан запросив Майка Блумфілда з групи Paul Butterfield Blues, щоб грати соло гітару. Запрошений до дому Ділана у Вудстоку на вихідні, для того, щоб вивчити новий матеріал,Блумфілд згадав: "Перше, що я почув - це" Like a Rolling Stone ". Я вирішив, що він хотів блюз, вигин струн, тому що це те, що я роблю. Він сказав :"Агов, чоловіче, я не хочу нічого з речей Бі Бі Кінга. Отже, добре, я дійсно був у розпачі. Якого біса він хоче. Ми марнуємо час з цією піснею. Я грав в такий спосіб як він хотів, і він сказав що це було круто. 
Записи були зроблені Томом Вілсоном 15-16 червня 1965 року в студії Columbia Records, 799 Seventh Avenue, Нью-Йорк. Це буде остання пісня, яку Вілсон запише для Ділана. Разом з Блумфілдом, запрошеними музикантами були Пол Гріффін на піаніно, Джо Мачо молодший на бас, Боббі Грегг на барабанах і Брюс Ленгорн на бубні, всі замовлені Вілсоном. Ґрегг, Ґріффін і Ленгорн раніше працювали з Діланом і Вілсоном на Bringing It All Back Home.
На першій сесії, 15 червня, п'ять записів цієї пісні були записані в значно іншому стилі (3/4 ритм вальсу, з Діланом на фортепіано) з кінцевого випуску. Відсутність нотного запису означала, що пісню треба грати на слух. Проте її суть була виявлена під час хаотичного сесії. Музиканти не досягли першого хору поки четвертий почався, але після звучання гармоніки Ділан перервався, кажучи:"Мій голос зник, друже. Хочеш спробувати ще раз?". Сесія закінчилася незабаром після цього.
Коли музиканти знову зібралися наступного дня, 16 червня, Ел Купер приєднався до роботи. Купер, в той час 21-річний сесійний гітарист, спочатку не повинен був грати, але був присутнім в студії як гість Вілсона. Коли Вілсон пішов, Купер сів з гітарою разом з іншими музикантами, сподіваючись взяти участь у сесії запису. До того часу,коли повернувся Вілсон, Купер, який був заляканий гітарною грою Блумфілда, повернувся в контрольну кімнату. Після пари репетиції Вілсон переніс Гріффіна з органу Гаммонда на піаніно. Купер підійшов до Вілсона і сказав йому, що він мав хорошу частину для органу. Вілсон знехтував органними здібностями Купера, але не заборонив йому грати. Як пізніше казав Купер :"Він просто знущався з мене... Він не сказав "ні", тому я вийшов туди". Вілсон був здивований, побачивши Купера на органі, але дозволив йому грати. Коли Ділан почув відтворення пісні, він наполіг на тому, щоб орган з'явився в міксі, незважаючи на протести Вілсона про те, що Купер був "не органним гравцем".
16 червня було зроблено 15 записів. До цього часу пісня перетворилася на свою знайому форму, в розмірі 4/4 з Діланом на електрогітарі. Після четвертої спроби - майстерної спроби вона була випущена як синґл — Вілсон зрадістю прокоментував :"Вона добре звучить для мене". Попри це, Ділан та група записали цю пісню ще 11 разів.
Повні сеанси запису "Like a Rolling Stone", у тому числі всі 20 спроб та індивідуальні частини були випущені в листопаді 2015 року на 6-диску та 18-диску версії The Bootleg Series Vol. 12: The Cutting Edge 1965–1966.

## Випуск
За словами Шона Консидіна, координатора випуску Columbia Records в 1965 році, "Like a Rolling Stone" вперше була віднесена до "кладовища скасованих випусків" через проблеми, пов'язані з відділами збуту та маркетингу відносно її безпрецендетної шестихвилинної довжини і "хрипкого" рок звучання. У наступні дні після відмови, Консидін взяв відкинуту пластинку пісні до Нью-Йоркського клубу Arthur - нещодавно відкритої дискотеки, популярної у знаменитостей та засобів масової інформації, і попросив ді-джея поставити її. На вимогу натовпу, демо версія пісні повторювалася неодноразово, допоки вона нарешті не зносилася. Наступного ранку ді-джей і програмний директор з 40 провідних станцій міста подзвонив до Columbia і вимагав копій. Незабаром після цього, 20 липня 1965 р., "Like a Rolling Stone" була випущена як сингл з "Gates of Eden" як його Б-сторона.
Незважаючи на довжину, ця пісня є найбільш комерційно успішним випуском Ділана, залишившись у американських чартах протягом 12 тижнів, де вона посіла друге місце після The Beatles "Help!". Рекламні копії, випущені 15 липня, мали перші дві строфи і два приспіви на одній стороні диска, а решту пісні - на іншій. Ді-джеї, які бажають грати всю пісню, просто перевернуть пластинку. Незважаючи на те, що багато радіостанцій не хотіли грати "Like a Rolling Stone" у повному обсязі, вимоги людей урешті-решт змусили їх грати її повністю. Це дозволило пісні досягти другого місця через декілька тижнів після її випуску. Вона входила в 10 найкращих хітів в інших країнах, включаючи Канаду, Ірландію, Нідерланди та Велику Британію.

## Учасники запису
- Боб Ділан — вокал, електрогітара, губна гармоніка
- Майк Блумфілд — електрогітара
- Брюс Ленггорн — бубон
- Аль Купер — орган Гаммонда
- Френк Оуенс — клавішні
- Джо Мачо Молодший — бас-гітара
- Боббі Грегг — ударні

## Нагороди
| Список                              | Автор                 | Позиція | Рік  | Посилання |
| ----------------------------------- | --------------------- | ------- | ---- | --------- |
| 500 найкращих пісень усіх часів     | Rolling Stone         | 1       | 2010 | [ 3 ]     |
| 200 найкращих пісень 1960-х         | Pitchfork Media       | 4       | 2006 | [ 4 ]     |
| 100 найкращих рок-композицій        | VH1                   | 4       | 2000 | [ 5 ]     |
| 500 пісень, що сформували рок-н-рол | Зала слави рок-н-ролу | —       | 1995 |           |
| 100 найкращих пісень всіх часів     | Consequence of Sound  | 3       | 2012 |           |